# Veldboon
De veldboon (Vicia faba) is een plant die behoort tot de vlinderbloemenfamilie (Leguminosae of Fabaceae) en de onderfamilie Papilionoideae respectievelijk Faboideae daarvan.

## Soorten
Tot de veldbonen behoren in volgorde van grote naar kleine bonen: Waalse boon, wierboon, paardenboon en duivenboon. In deze volgorde neemt het aantal peulen toe, gaat de peulaanzet omhoog, neemt de plantlengte toe en wordt de rijptijd later. De waalse boon heeft de grootste en platste bonen, het geringste aantal peulen, de laagste peulaanzet, de kortste plantlengte en de vroegste afrijping. Is ook het meest droogtegevoelig. De waalse bonen kwamen rond 1960 hoofdzakelijk in Friesland voor, de wierbonen kwamen het meeste voor op de kleigrond in het zuidwesten van Nederland, de paardenbonen werden hoofdzakelijk in Groningen geteeld, terwijl de duivenbonen overal in Nederland voorkwamen, maar vooral in de Groninger Veenkoloniën.

## Ontwikkeling in Nederland
Rond 1850 werd in Nederland 36.000 ha veldbonen geteeld. Vanaf 1900 begon het areaal veldbonen af te nemen. In 1990 werd nog 3000 ha geteeld. In 2010 was het areaal verder teruggelopen naar ongeveer 150 ha. In 2016 was het areaal echter weer wat toegenomen tot 420 ha. Op raatakkers uit vroegere tijden zijn sporen gevonden van de teelt van duivenbonen.

## Zaai- en oogsttijd
De beste zaaitijd ligt tussen 15 februari en eind maart. De zaaizaadhoeveelheid ligt tussen de 130 en 135 kg per hectare. De oogst vindt plaats vanaf 20 augustus tot 10 september. Het duizendkorrelgewicht bedraagt van de kleinste bonen 300 gram en dat van de grootste 2000 gram. In Frankrijk en Groot-Brittannië wordt eind oktober ingezaaid. In Nederland vindt nu ook winterteelt plaats met inzaai in oktober en november.

## Opbrengst en voedingswaarde
Veldbonen kunnen 3,5 tot 6,5 ton aan droge bonen per hectare opbrengen en hebben een ruweiwitgehalte van 25 tot 32%. Per kilo drogestof hebben veldbonen een voederwaarde van 1.050 - 1.200 VEM (VoederEenhedenMelk), 90 - 110 DVE (Darm Verteerbaar Eiwit) , 139 OEB (Onbestendige Eiwit Balans), 270 - 320 RE (Ruweiwit) en 350 - 400 gram zetmeel. Daardoor kunnen ze als krachtvoer gebruikt worden voor rundvee, kippen, varkens en vissen. De bonen bevatten echter de bitterstoffen tannines, vicine en convicine, waardoor de verteerbaarheid van de bonen verslechtert bij kippen, varkens en vissen. Vicine en convicine verstoren de vetstofwisselling bij kippen. Herkauwers hebben geen last van deze bitterstoffen. Er zijn evenwel witbloeiende en bontbloeiende rassen ontwikkeld met een lager gehalte van deze bitterstoffen. De laagste gehalten komen voor bij de witbloeiende rassen. Veldbonen kunnen ook gebruikt worden voor groenvoederwinning. Hiervoor wordt het gewas in augustus als de onderste peulen verkleuren met een hakselaar geoogst en ingekuild bewaard. De opbrengst is dan 9600 kg drogestof en 7500 kVEM per ha.
Droge veldbonen kunnen los gestort in een schuur bewaard worden en geplet of vermalen vervoederd worden. Vermalen bonen kunnen ook ingekuild worden in een sleufsilo.
De veldboon vormt evenals andere vlinderbloemigen, door hun symbiose met Rhizobium-soorten, stikstofwortelknolletjes. Hierdoor wordt stikstof uit de lucht gebonden en komt zo beschikbaar voor de plant. Ook komt hierdoor voor een volgteelt stikstof beschikbaar en hoeft dus geen of minder stikstof gegeven te worden via mest of kunstmest.

## Oogst
Veldboonplanten kunnen gedorst worden, waarbij de bonen gedroogd en de restelijke plant als organische mest op het veld blijft. Alternatief kunnen de planten geheel ingekuild worden.

## Gebruik
Hoofdzakelijk worden veldbonen tot veevoer verwerkt. Op het moment bestaat een grote concurrentie door soja, dat weliswaar voedzamer is, echter geïmporteerd moet worden en meestal genetisch gemodificeerd is.
Veldbonenmeel wordt gebruikt als goedkoop ingrediënt van broodverbeteraar. Het zorgt voor een groter volume, een wittere kleur en een langere schijn van versheid doordat het meer vocht opneemt en het brood dus langer zacht blijft. Veldbonenmeel versterkt de glutenstructuur, waardoor het deeg beter kneedbaar is en het brood luchtiger wordt.
Een trend is dat makers van plantaardige kaas sojabonen vervangen door lokaal gekweekte veldbonen. Ze maken er een op Goudse kaas gelijkend product mee.

## Ziekten en plagen
Veldbonen kunnen aangetast worden door de zwarte bonenluis, de erwtenluis (Acyrthosiphon pisum), de bladrandkever en de tuinbonenkever. De luis is het eerste in de toppen van de planten te vinden en verspreidt zich daaruit verder over de plant en de peulen. Verder kan bladvlekkenziekte (Ascochyta fabae en Cercospora zonata), chocoladevlekkenziekte (Botrytis-soorten) en tuinboon-wikkeroest (Uromyces viciae-fabae) optreden. Ook kunnen veldbonen aangetast worden door topvergeling.

## Afbeeldingen

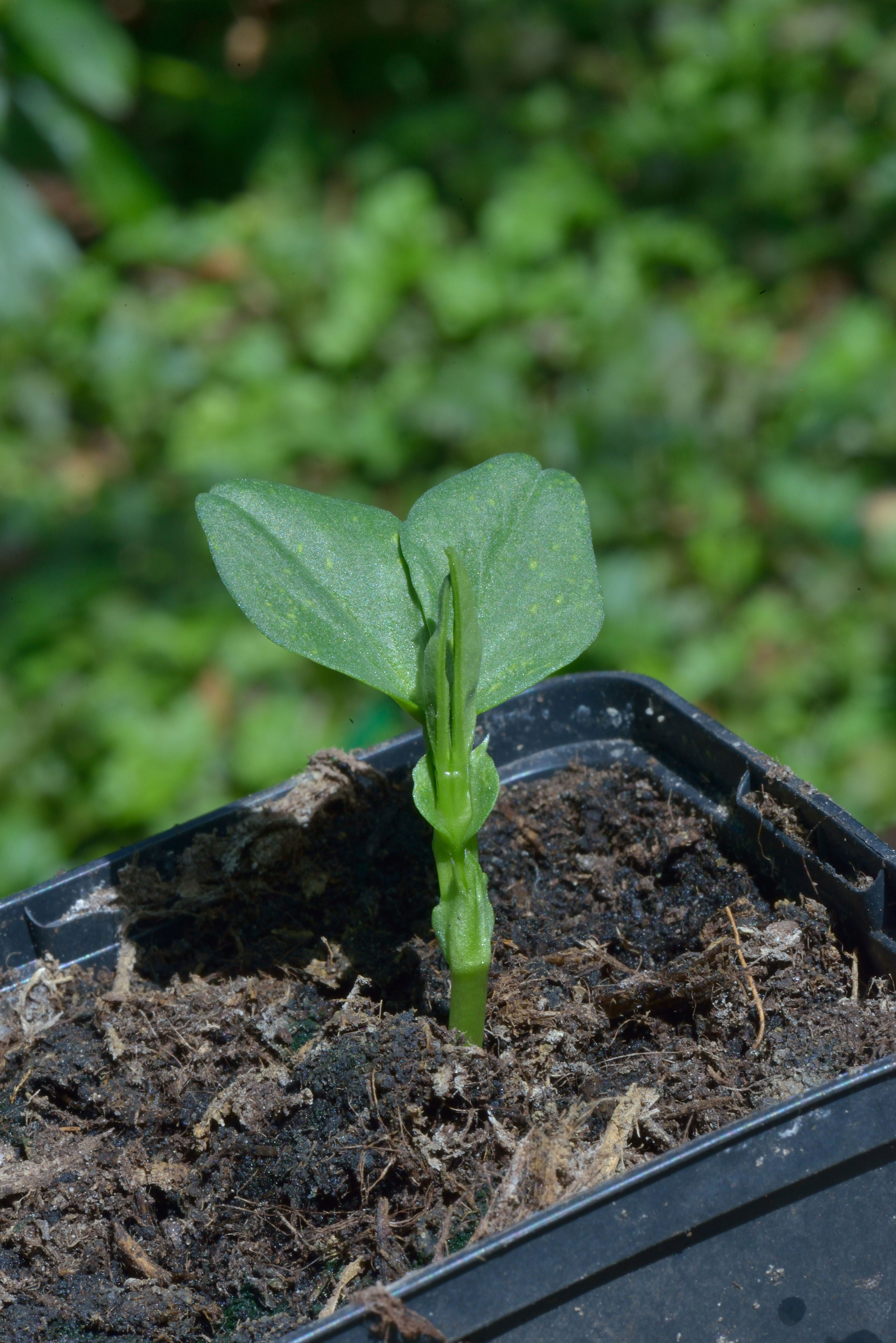
Kiemplant
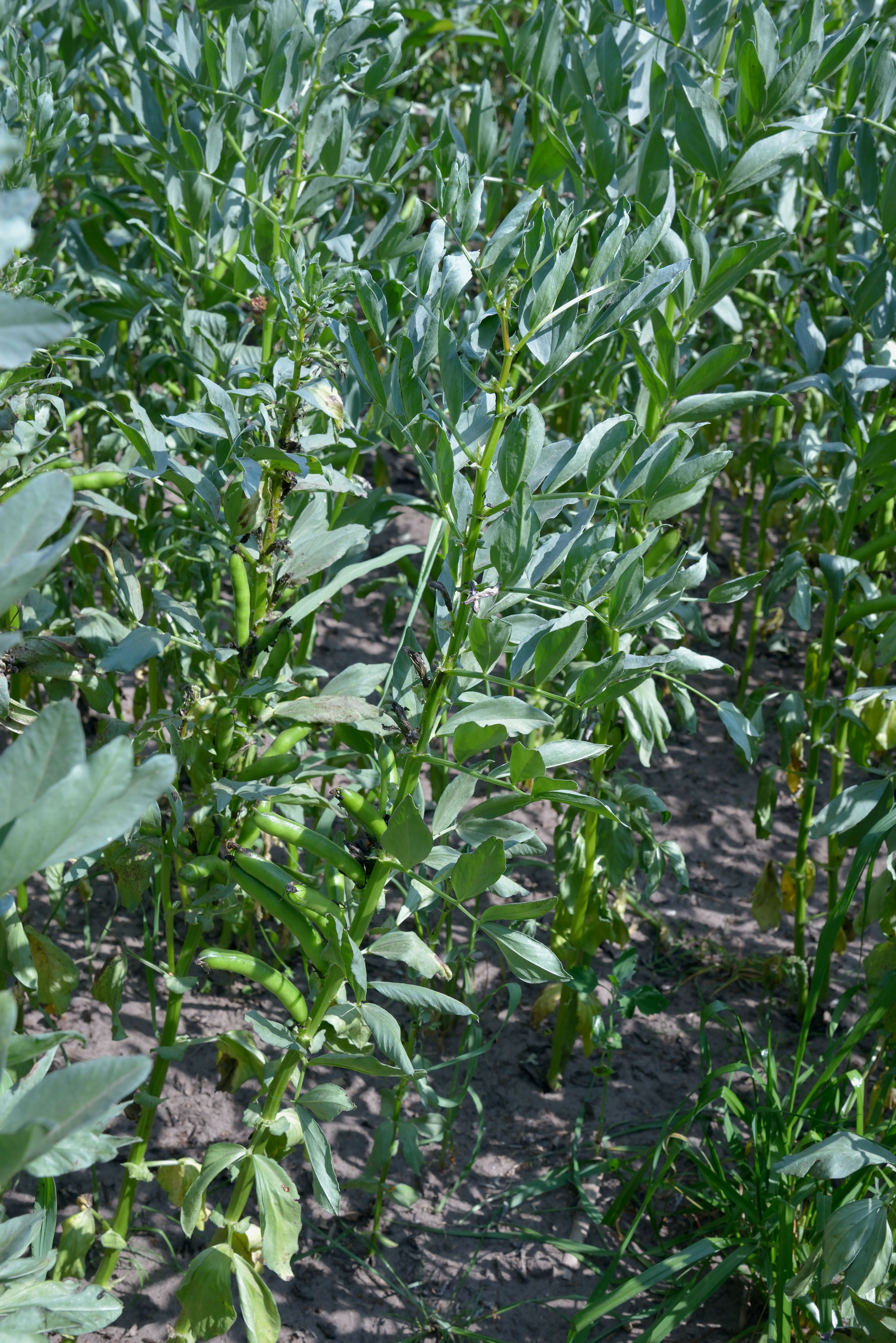
Veldboonplanten
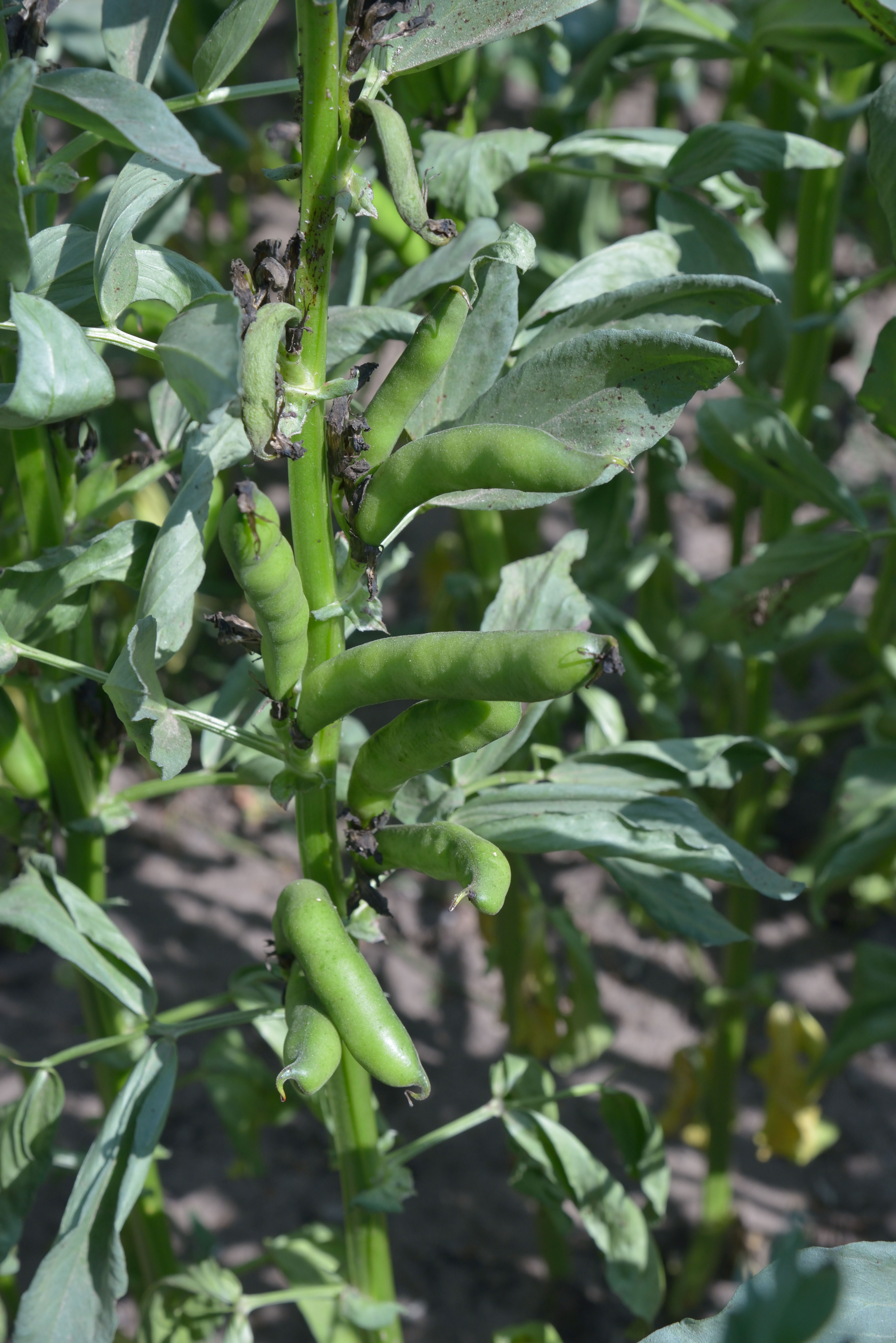
Veldboonplant
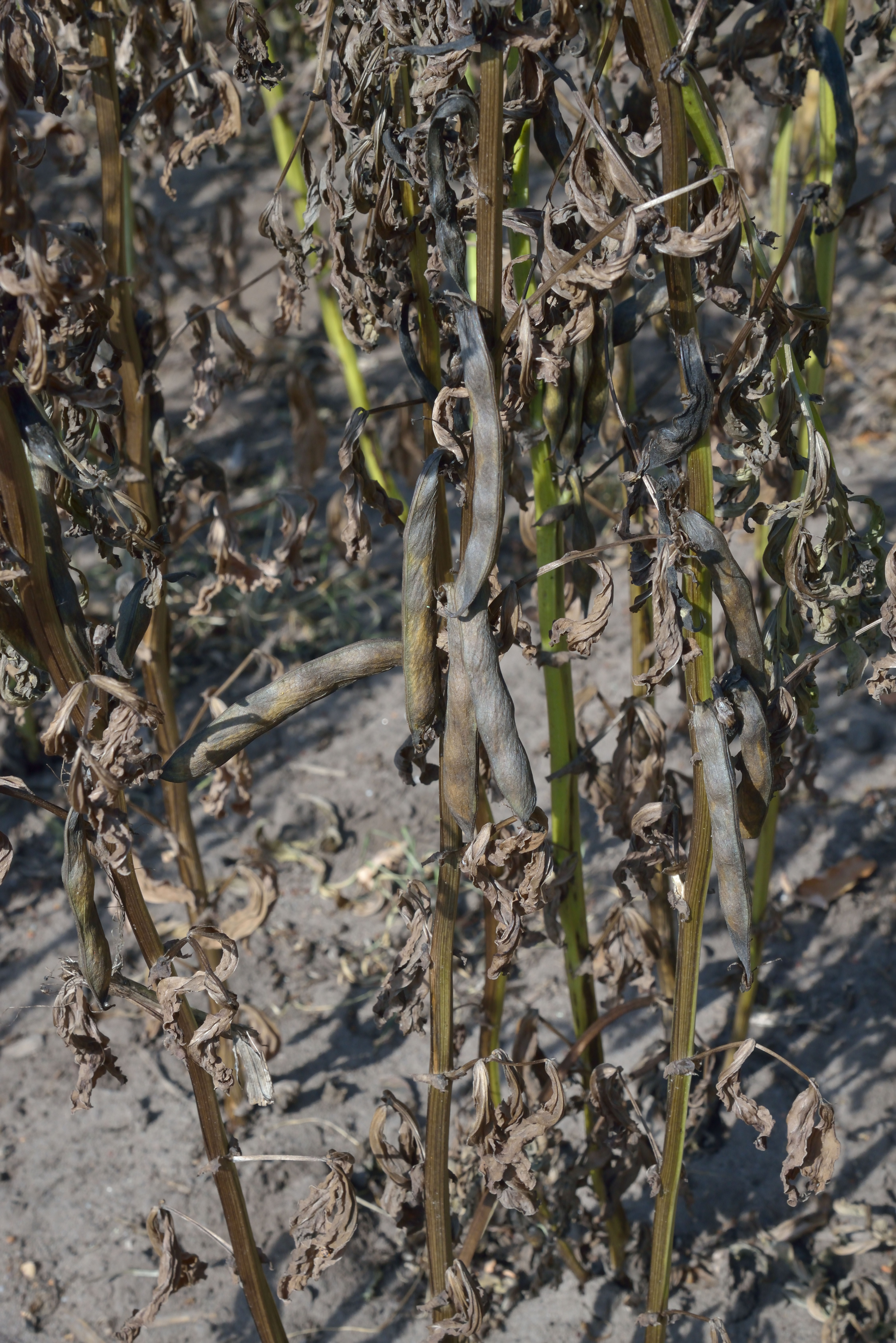
Veldboonplant oogstrijp
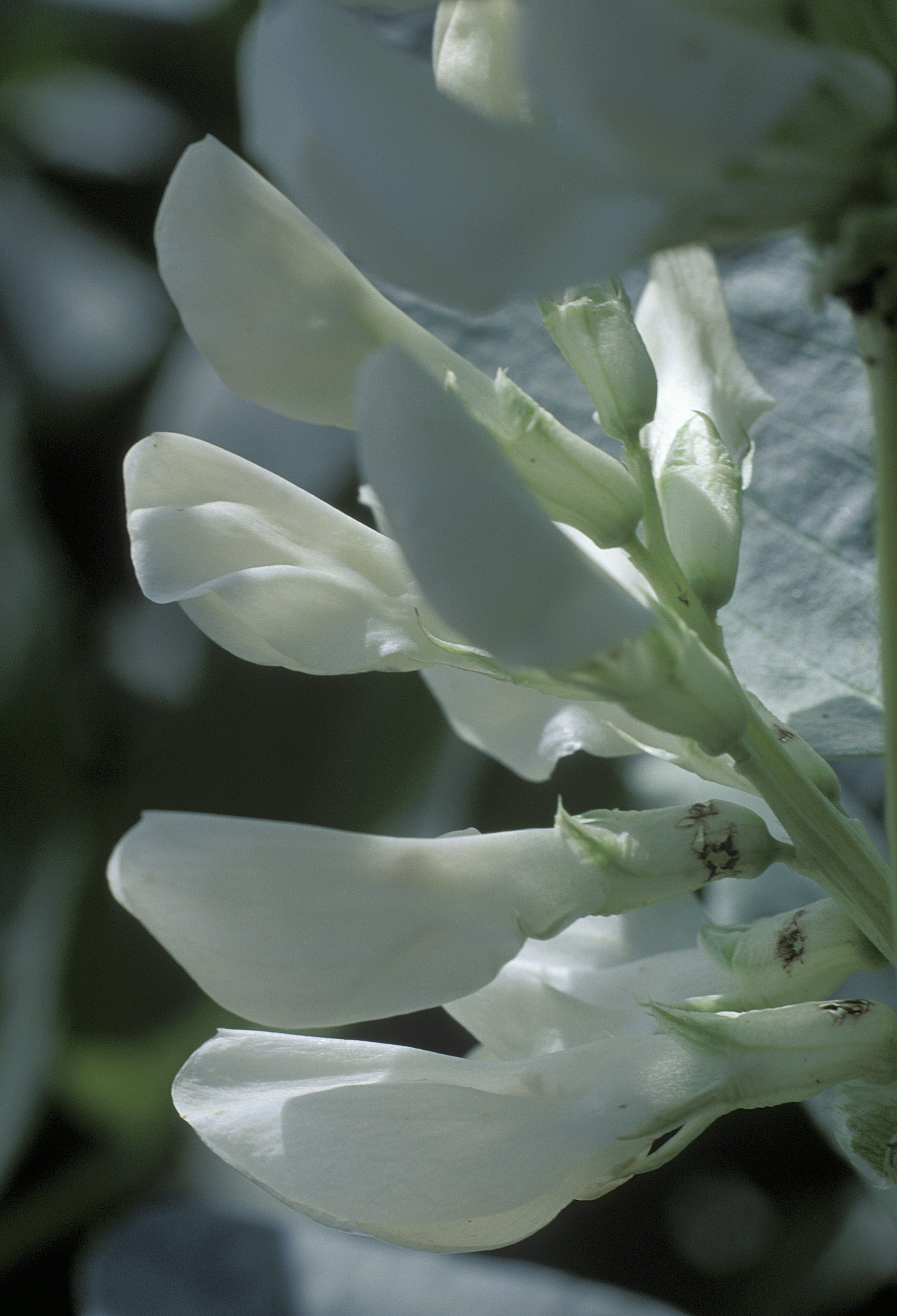
Witbloeiend
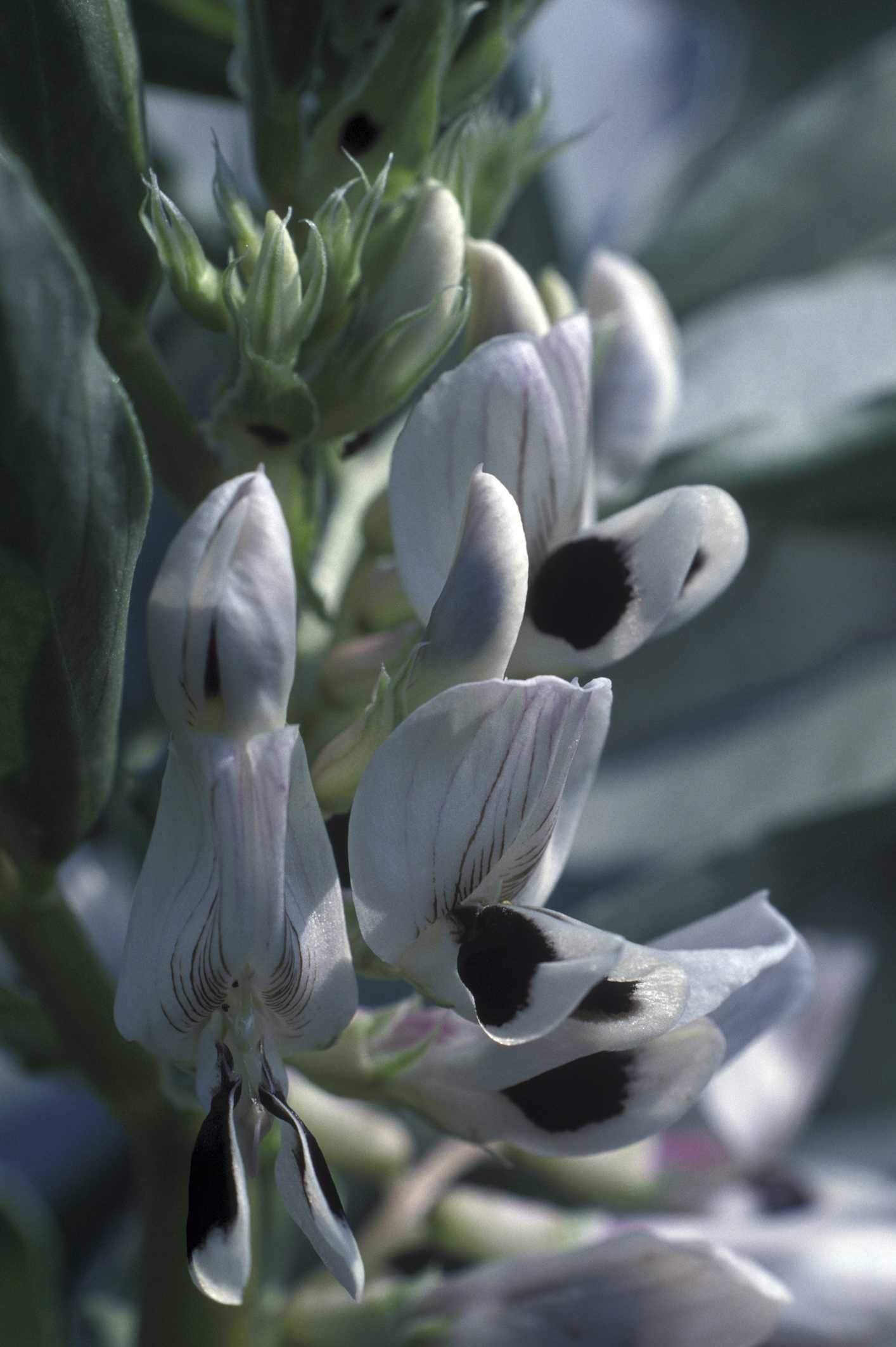
Bontbloeiend
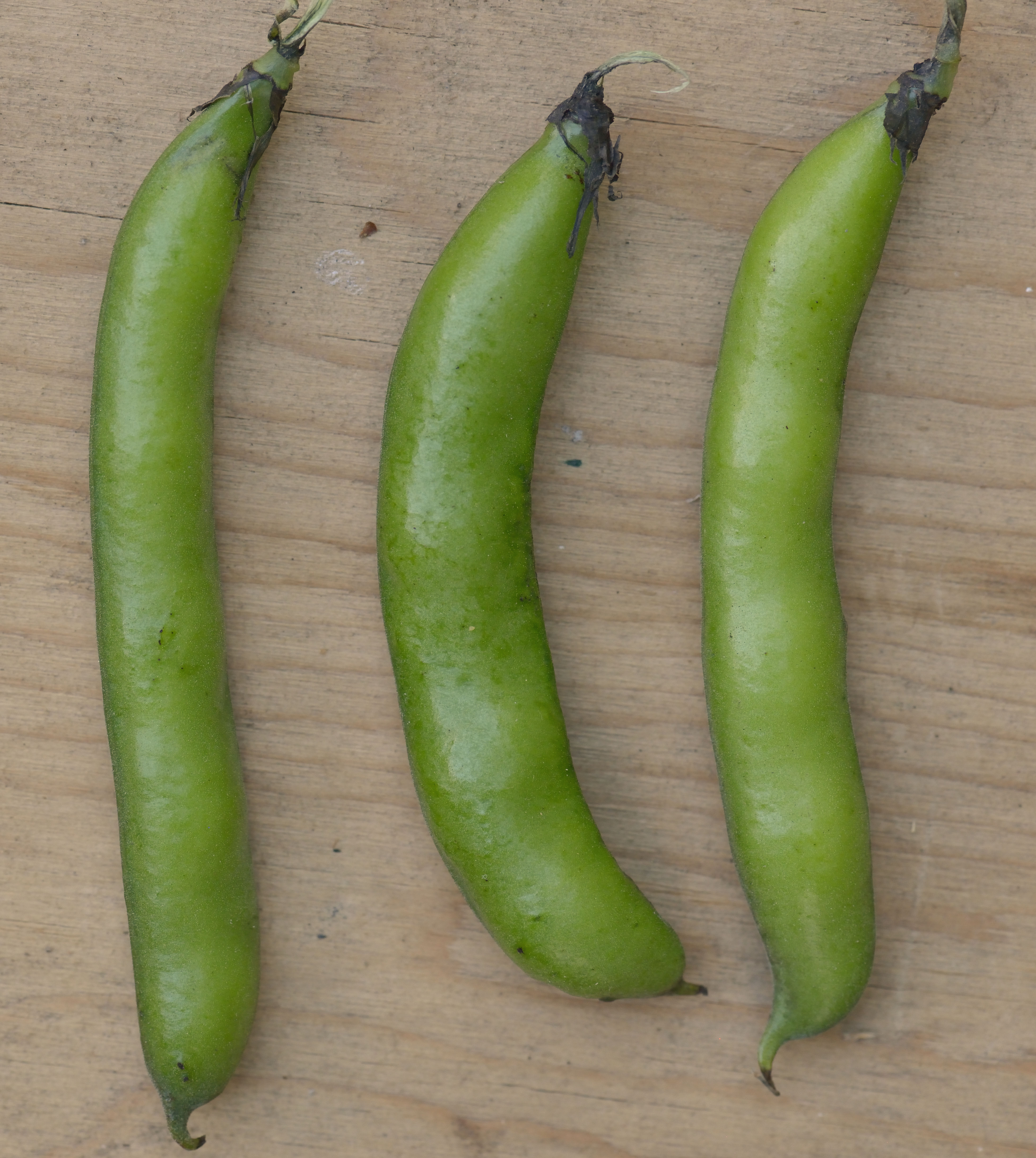
Veldbonen
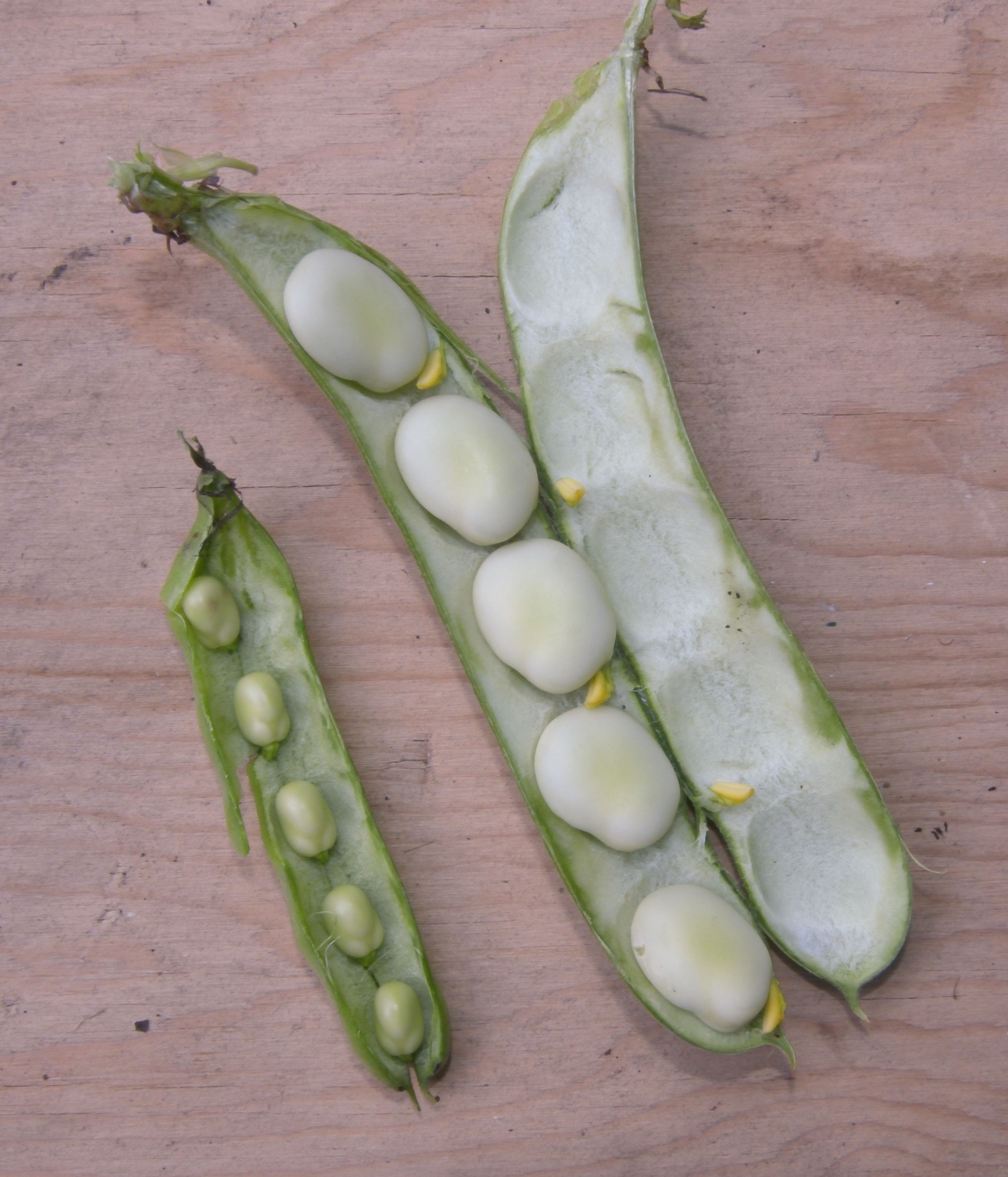
Veldboon (links) en tuinboon (rechts)
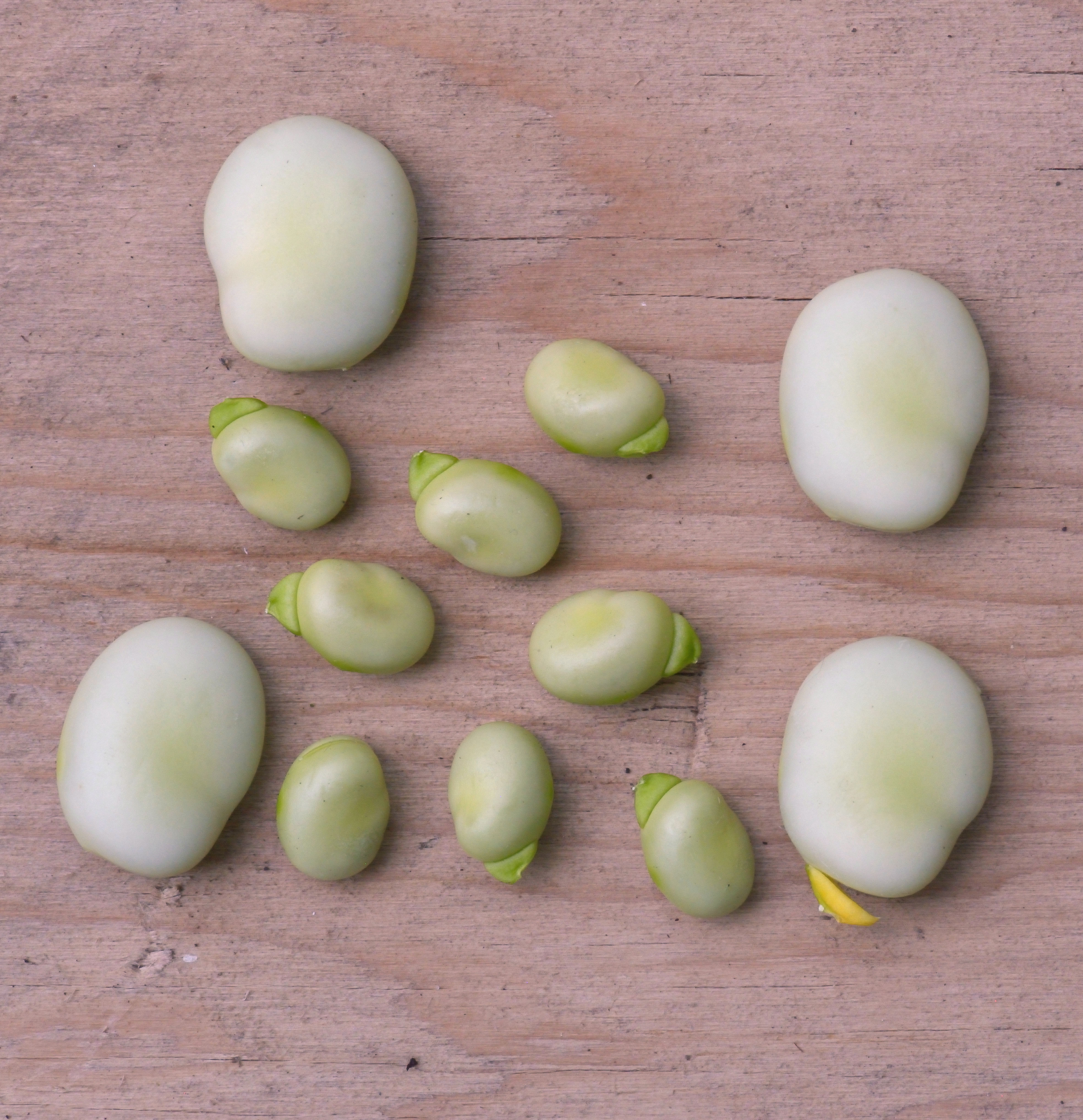
Tuinbonen met veldbonen (tuinboon:22 × 17 mm, veldboon:14 × 10 mm)
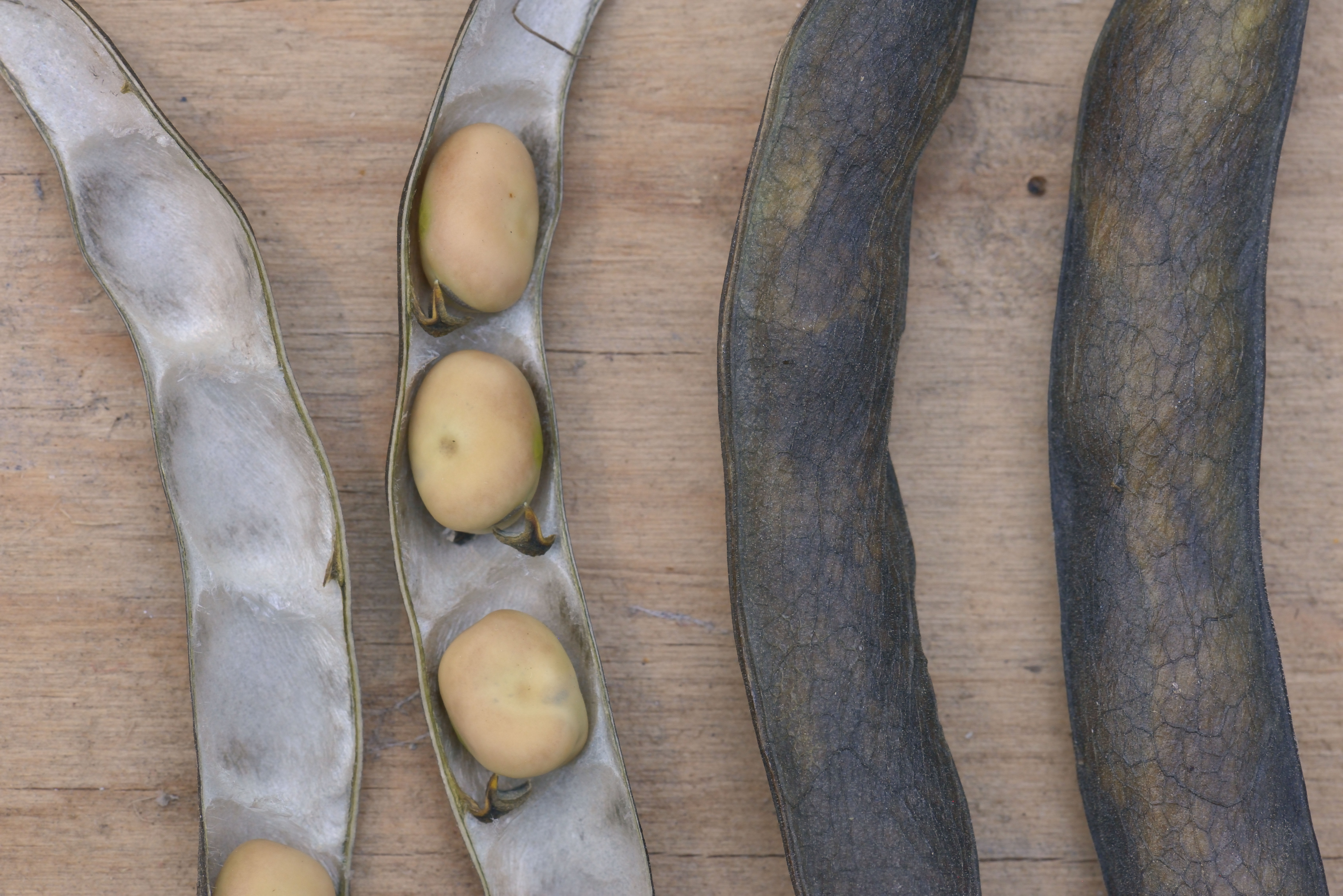
Rijpe veldbonen (boon: 11 × 9 mm)